# جورج إتش. ليندسي
جورج إتش. ليندسي هو سياسي أمريكي، ولد في 7 يناير 1837 في مانهاتن في الولايات المتحدة، وتوفي في 25 مايو 1916 في بروكلين في الولايات المتحدة. نشط حزبياً في الحزب الديمقراطي. وقد انتخب عضو جمعية ولاية نيويورك ‏ وانتخب Coroner of Kings County, New York ‏ وانتخب عضو مجلس النواب الأمريكي ‏.